# Forbidden Passage
Forbidden Passage ist ein US-amerikanischer Kurzfilm aus dem Jahr 1941. Er wurde unter der Regie von Fred Zinnemann in der Filmreihe Crime Does Not Pay in Schwarzweiß produziert. Die US-Premiere fand am 8. Februar 1941 statt.

## Handlung
Der Film thematisiert die illegale Einwanderung. Es werden die Gefahren von illegalen Grenzübergängen sowie die finanzielle Ausbeutung durch Schleuser gezeigt.

## Hintergrund
Der Film wurde in der Reihe Crime Does Not Pay als produziert. Die Serie stellte verschiedene Verbrechen oder Vergehen, ihre Aufklärung und die anschließende Bestrafung der Täter dar. Metro-Goldwyn-Mayer produzierte zwischen 1935 und 1947 etwa 50 Folgen. Die Produktion der Serie war eine Folge der massiven Kritik verschiedener Gruppen an der Gewalt und Kriminalität verherrlichenden Hollywoodfilme der 1920er und 1930er Jahre.

## Auszeichnungen
Forbidden Passage wurde 1942 für einen Oscar in der Kategorie Bester Kurzfilm (2 Filmrollen) nominiert.